# Partido Torre en Conill
El Partido Torre en Conill (en valencià: Partit Torre en Conill) és un partit polític valencià d'àmbit local radicat a Bétera, tot i que els seu àmbit precís d'actuació és la urbanització de Torre en Conill. El partit nàix de l'estructura del ja desaparegut CUBE i de fet la gran majoria dels seus militants i la direcció del nou partit prové del CUBE. El partit se definix com "un partit veïnal reivindicatiu sense ideologia determinada". La presentació del partit va tindre lloc en el centre comercial de Torre en Conill a la plaça Verdum el dissabte 20 d'octubre de 2018. Poc després de la seua fundació van anunciar que es presentarien a les eleccions municipals del 2019 en coalició amb el Partido Mas Camarena, com ja venia fent el CUBE des de 2015.

## Història
A les eleccions de 2019, la coalició va traure quatre regidors, dos dels quals corresponen a la formació de Torre en Conill i van donar suport a l'elecció d'Elia Verdevío com a alcaldessa de Bétera i entrant en un govern de coalició amb el PP i C's.

## Resultats electorals
| Elecció | Vots  | %     | Escons                                   | +/– | Coalició                     | Candidat            | Govern   |
| ------- | ----- | ----- | ---------------------------------------- | --- | ---------------------------- | ------------------- | -------- |
| 2019    | 2.012 | 17,55 | 2 / 21                                   | Nou | Mas Camarena-Torre en Conill | Carlos Abad Palomar | Coalició |
| 2023    | 2.372 | 18,05 | 2 de Mas Camarena y 2 de Torre en Conill | =   | Mas Camarena-Torre en Conill | Carlos Abad Palomar | Coalició |